# アドミラル・ウシャコフ (海防戦艦)

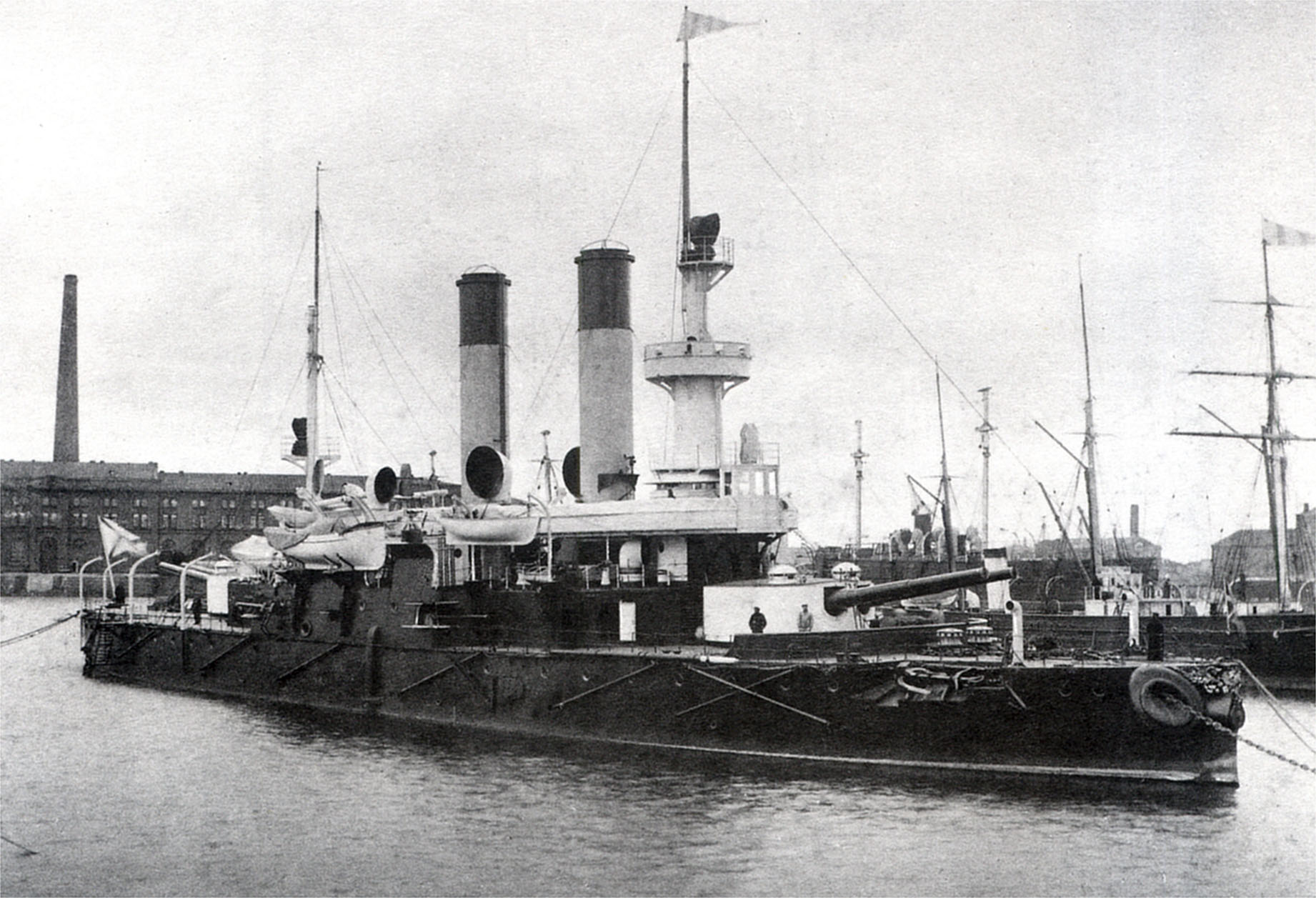
アドミラル・ウシャコフ

アドミラル・ウシャコフ (Адмирал Ушаков) はロシア海軍の海防戦艦 。アドミラル・ウシャコフ級。

## 艦歴
バルチック造船所で建造。1892年6月16日/28日、建造開始。1892年10月22日/11月3日起工。1894年10月27日/11月8日進水。
1897年9月、バルト艦隊のPractical Squadronに加わる。1900年にはArtillery Training Detachmentに加わった。
1899年11月13日/25日に「ゲネラル・アドミラル・アプラクシン」が座礁すると、「アドミラル・ウシャコフ」や「ポルタワ」などが救難に向かった。
日露戦争中、ジノヴィー・ロジェストヴェンスキー率いる第二太平洋艦隊に続き、アドミラル・ウシャコフ級3隻も極東へ派遣されることになり、ニコライ・ネボガトフ少将に率いられて戦艦「インペラートル・ニコライ1世」、巡洋艦「ヴラジーミル・モノマフ」とともに1905年2月2日/15日にLibavaより出発。3月12日/25日にスエズ運河を通過。4月22日/5月5日にシンガポールを通過して4月26日/5月9日にロジェストヴェンスキーと合流した。
5月14日/27日から日本海海戦に参加。5月14日/27日の昼戦では「アドミラル・ウシャコフ」は3発被弾してかなりの量の浸水があり、3名が死亡、4名が負傷した。日没後、ネボガトフはアドミラル・ウシャコフ級3隻などを率いてウラジオストクへ向けて進んだが、損傷のため「アドミラル・ウシャコフ」は落伍した。
「アドミラル・ウシャコフ」は単独でウラジオストクへ向かおうとしたが、5月15日/28日14時頃に日本の装甲巡洋艦「磐手」に発見され、同艦と「八雲」がそちらへと向かった。「アドミラル・ウシャコフ」は9から10ノットしか出せなかったのに対し、「磐手」と「八雲」は18ノットを出し、17時過ぎには「アドミラル・ウシャコフ」へ距離15000mまで接近した。日本側は降伏を勧告したが「アドミラル・ウシャコフ」のミルコフ艦長は発砲を命じ、戦闘を開始。「アドミラル・ウシャコフ」は命中弾を与えられず、被弾し傾斜が増大したところでミルコフ艦長は自沈用の爆薬の起爆を命令した。18時10分、隠岐の西約60浬の地点で「アドミラル・ウシャコフ」は沈没した。339名が救助されたが、ミルコフ艦長を含め94名が死亡した。
8月31日/9月13日、除籍。

## 要目
- 排水量：計画4126トン、常備4594トン、公試4020トン[1]
- 全長：86.41m[1]
- 垂線間長：80.62m[1]
- 最大幅：15.85m[1]
- 機関：両面式円缶4基、直立3気筒3段膨張蒸気往復動機関2基、出力計5000指示馬力、2軸[1]
- 速力：計画16ノット、公試16.1ノット[1]
- 装甲：舷側装甲帯127-254mm、主砲前楯・側楯178mm、バーベット152mm、司令塔178mmなど[1]
- 兵装[1]
  - 45口径10インチ（25.4cm）連装砲2基
  - カネー45口径12cm（4.724インチ）単装砲4基
  - ホチキス47mm単装砲6基
  - ホチキス37mm5砲身回転機砲6基
  - ホチキス37mm単装砲12基
  - 2.5インチ（63mm）速射砲2門
  - 15インチ（38.1cm）水上魚雷発射管4門